# Лема Гейне — Бореля
Теорема Гейне-Бореля стверджує, що для стандартної топології метричних просторів кожен замкнений і обмежений відрізок {\displaystyle \ [a,b]} з {\displaystyle \mathbb {R} } є компактним, тобто таким, що з будь-якого (скінченного чи нескінченного) покриття цього відрізка відкритими інтервалами можна вибрати скінченне підпокриття.
Названа на честь Едуарда Гейне та Еміля Бореля.
Якщо застосувати теорему Тихонова про добуток компактних просторів, то отримаємо в наслідку таке ж твердження для {\displaystyle \mathbb {R} ^{n}.}